# Quejana
Quejana (oficialmente Quejana/Kexaa) es un concejo del municipio de Ayala, en la provincia de Álava. 

## Demografía
| Gráfica de evolución demográfica de Quejana entre 2000 y 2017 |
|                                                               |
| Población de derecho según los censos de población del INE.   |

## Monumentos

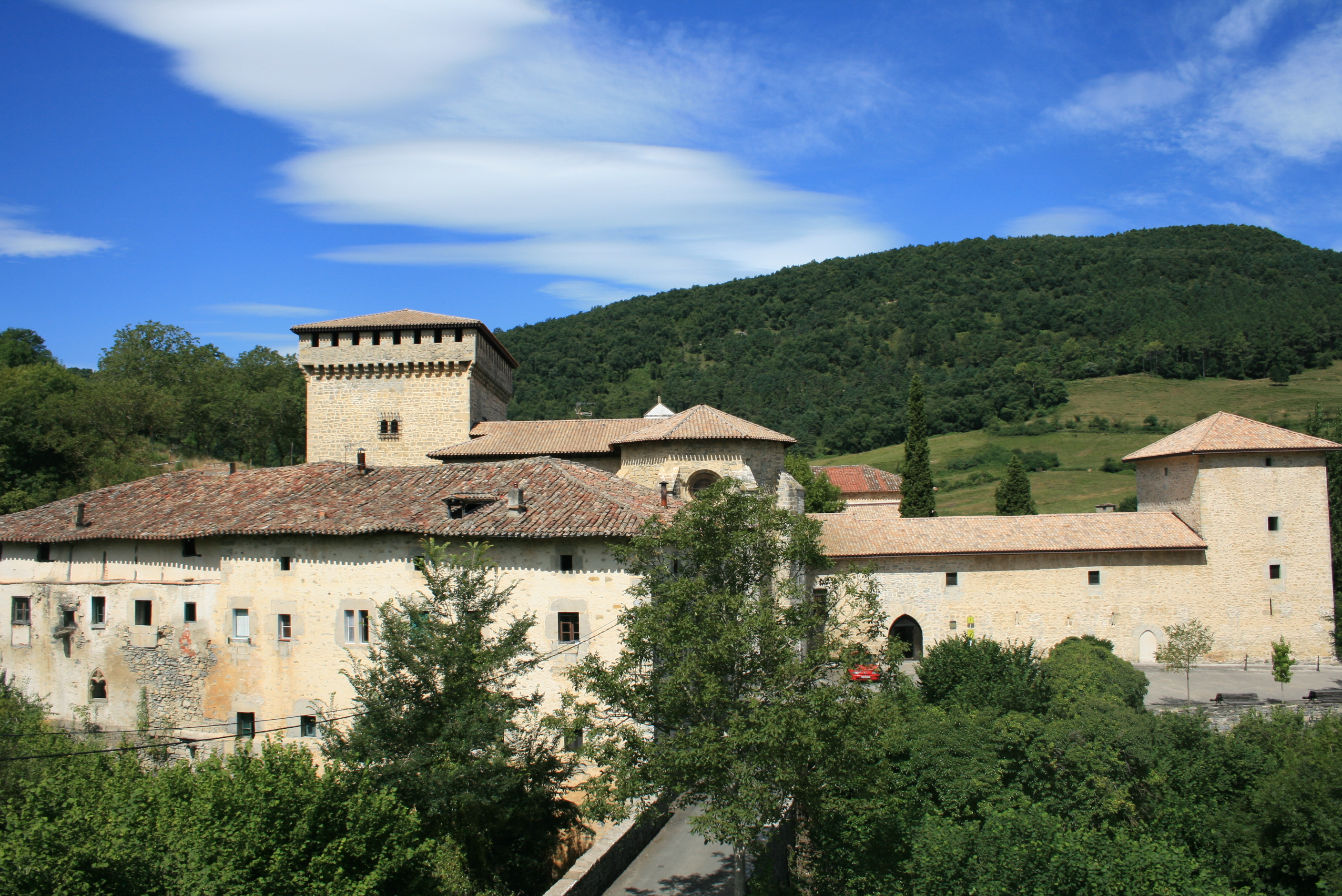
Conjunto palaciego-conventual de Quejana, casa solar de los Ayala

- Conjunto monumental de Quejana. Construido en la segunda mitad del siglo XIV por Fernán Pérez de Ayala como residencia de los Ayala, está integrado por un palacio, una iglesia, un convento y un torreón-capilla. Fue declarado Bien cultural calificado en 2002.